# Jizreel (terytorium Issachara)

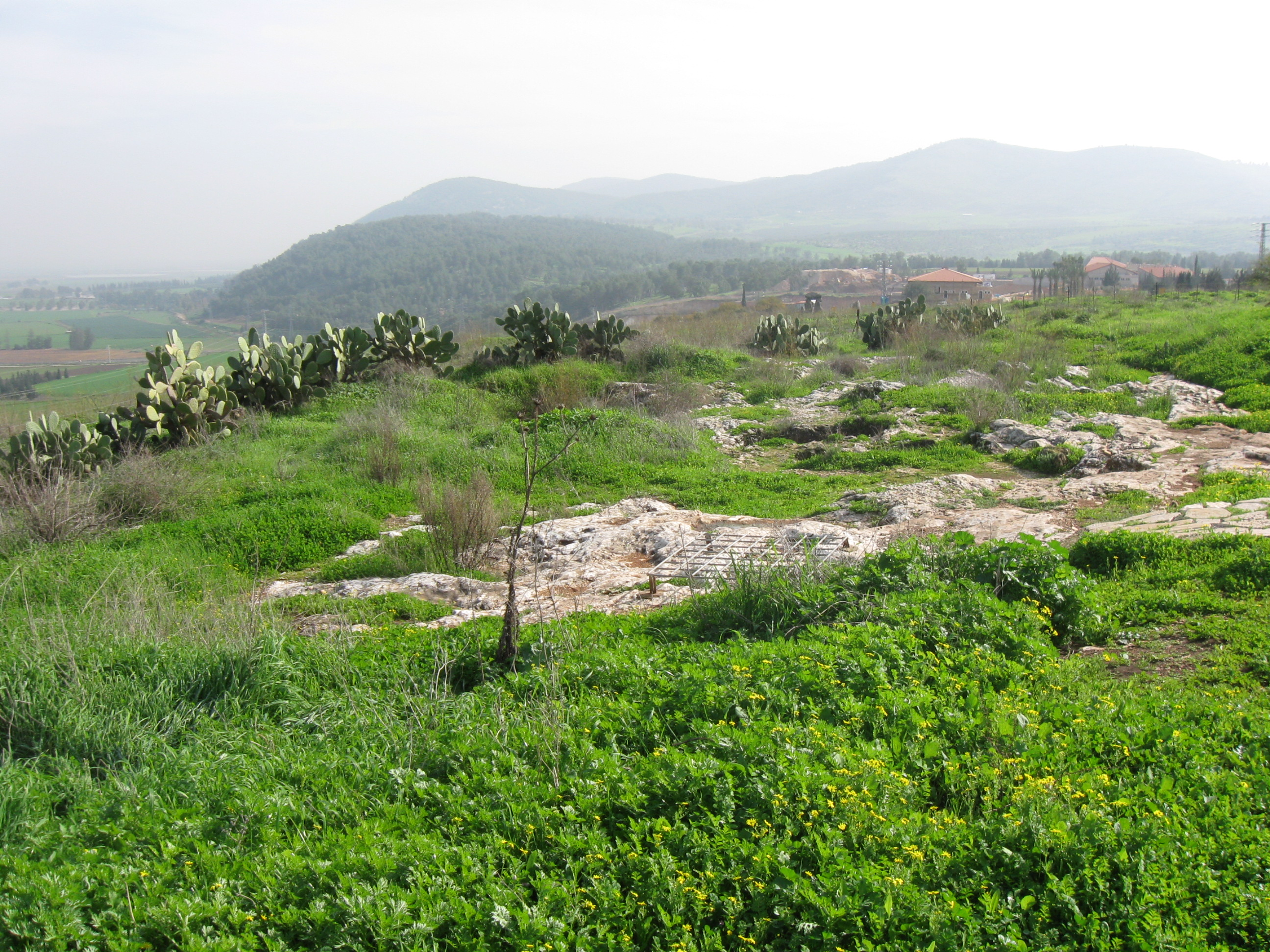
Tell Jizreel

Jizreel, Ezdraela (hebr. יזרעאל) – miasto biblijne, położone według Księgi Jozuego (Joz 19,18) przy granicy terytorium Issachara nieopodal Gilboa. Współcześnie identyfikowane z Zirin, zlokalizowanym w kierunku zachodnim od Bet Sze’an.
Za panowania Salomona (X wiek p.n.e.) według 1 Księgi Królewskiej (1 Krl 4,12) należało do piątego okręgu jego państwa. Zgodnie z przekazem tejże księgi (1 Krl 18,45; 21,1) było jedną z rezydencji króla Achaba, panującego w północnym królestwie Izraela w IX wieku p.n.e. W Jizreel według 2 Księgi Królewskiej (2 Krl 10,7, 11) zostali zabici potomkowie tego władcy. Jizreel zostało zdobyte i zrujnowane podczas najazdu asyryjskiego. Za rzymskiej dominacji na Bliskim Wschodzie na miejscu niegdysiejszego Jizreel istniała osada Ezdraela. Piszący na przełomie III i IV wieku Euzebiusz z Cezarei w swoim Onomasticonie (Onom. 108,13) wzmiankował o dużej wsi, położonej pomiędzy Bet Sze’an (Scytopolis) a Legio.